# Rewolwer Arminius HW-9
Arminius HW-9 – niemiecki rewolwer sportowy. HW-9 jest produkowany od 1970 roku. W 1992 roku rozpoczęto produkcję zmodernizowanej wersji HW-9ST wykonanej całkowicie ze stali.